# Bukovina u Přelouče
Bukovina u Přelouče – wieś i gmina w Czechach, w powiecie Pardubice, w kraju pardubickim. Według danych z dnia 1 stycznia 2014 liczyła 73 mieszkańców.